# Serge Andoulo
Serge Andoulo (ur. 13 stycznia 1993 w Duali) – kameruński piłkarz grający na pozycji lewego obrońcy. Od 2021 jest zawodnikiem klubu Hafia FC.

## Kariera klubowa
Swoją karierę piłkarską Andoulo rozpoczął w klubie Douala AC 2000. W sezonie 2014 zadebiutował w jego barwach w pierwszej lidze kameruńskiej. W latach 2015–2016 był zawodnikiem Unionu Duala, z którym w sezonie 2015 wywalczył wicemistrzostwo Kamerunu. W 2017 roku był zawodnikiem New Star FC, z którym zdobył Puchar Kamerunu. W latach 2018–2019 grał w Coton Sport FC de Garoua. W sezonie 2018 został z nim mistrzem, a w sezonie 2019 wicemistrzem kraju. W latach 2019–2021 ponownie grał w Unione Duala, a w 2021 przeszedł do gwinejskiego klubu Hafia FC. W sezonie 2022/2023 wywalczył z nim mistrzostwo Gwinei.

## Kariera reprezentacyjna
W reprezentacji Kamerunu Andoulo zadebiutował 24 stycznia 2018 w zremisowanym 1:1 meczu Mistrzostw Narodów Afryki 2018 z Burkiną Faso, rozegranym w Tangerze.